# Église Saint-Jean-Baptiste de Bartrès
 (avril 2025).
L'église Saint-Jean-Baptiste de Bartrès est une église catholique située à  Bartrès, dans le département français des Hautes-Pyrénées en France.

## Localisation
Elle se situe au centre du village.

## Historique
L’église médiévale fortifiée avec enceinte du XIVe siècle a été restaurée et reconstruite en partie, au XIXe siècle (1855-1887) car elle s'affaissait dangereusement. De nombreux contreforts de protection ont été édifiés pour protéger les murs des tremblements de terre.

## Architecture
Le portail central porte la date de 1748.

A l’intérieur le chœur du XIVe siècle, derrière lequel se trouve un très beau retable du début XVIIe siècle consacré à saint Jean-Baptiste est l'œuvre de l'atelier lourdais Jean Claverie et est classé au titre des monuments historiques.

## Galerie de photos

Sélection de vues diverses
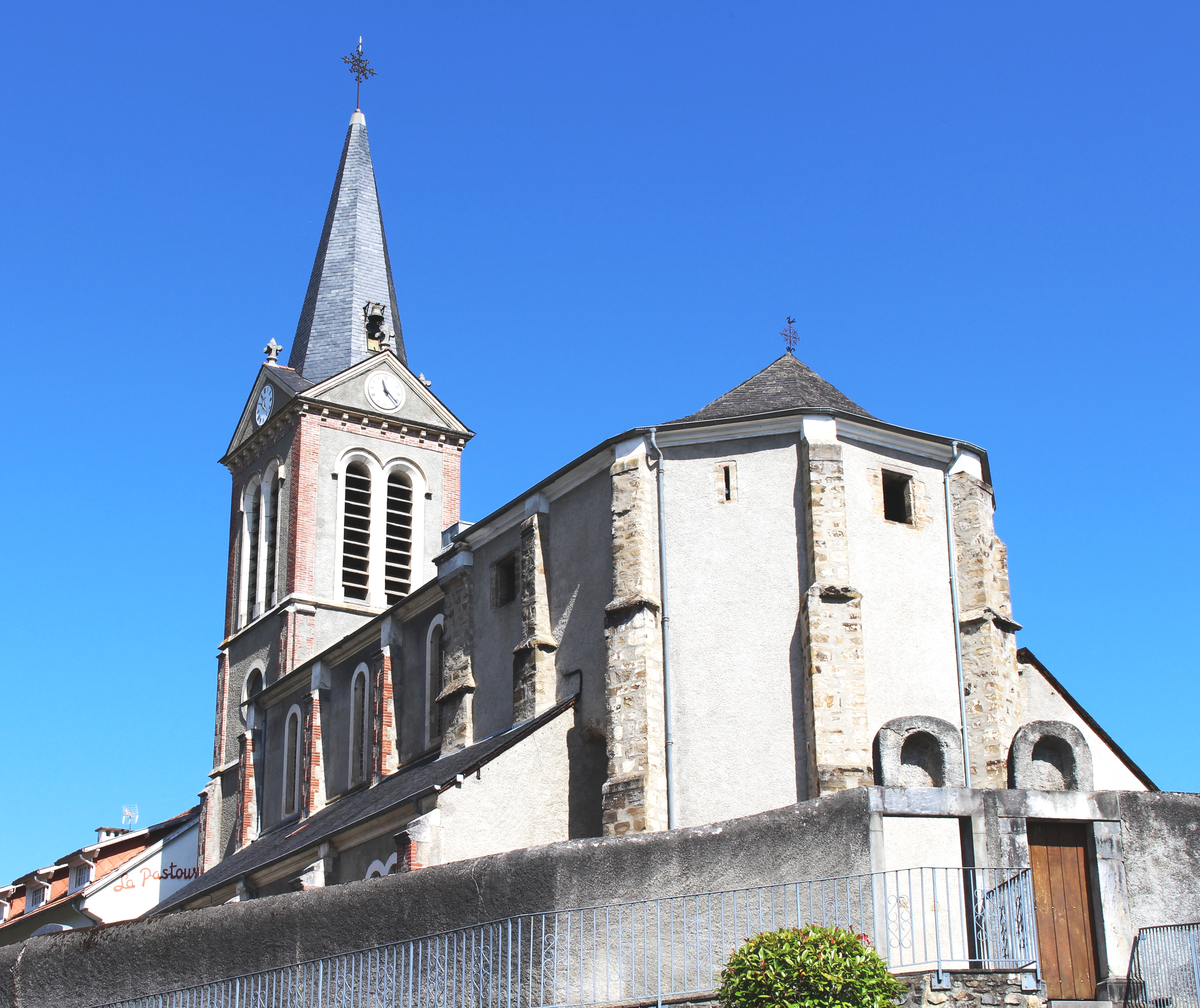
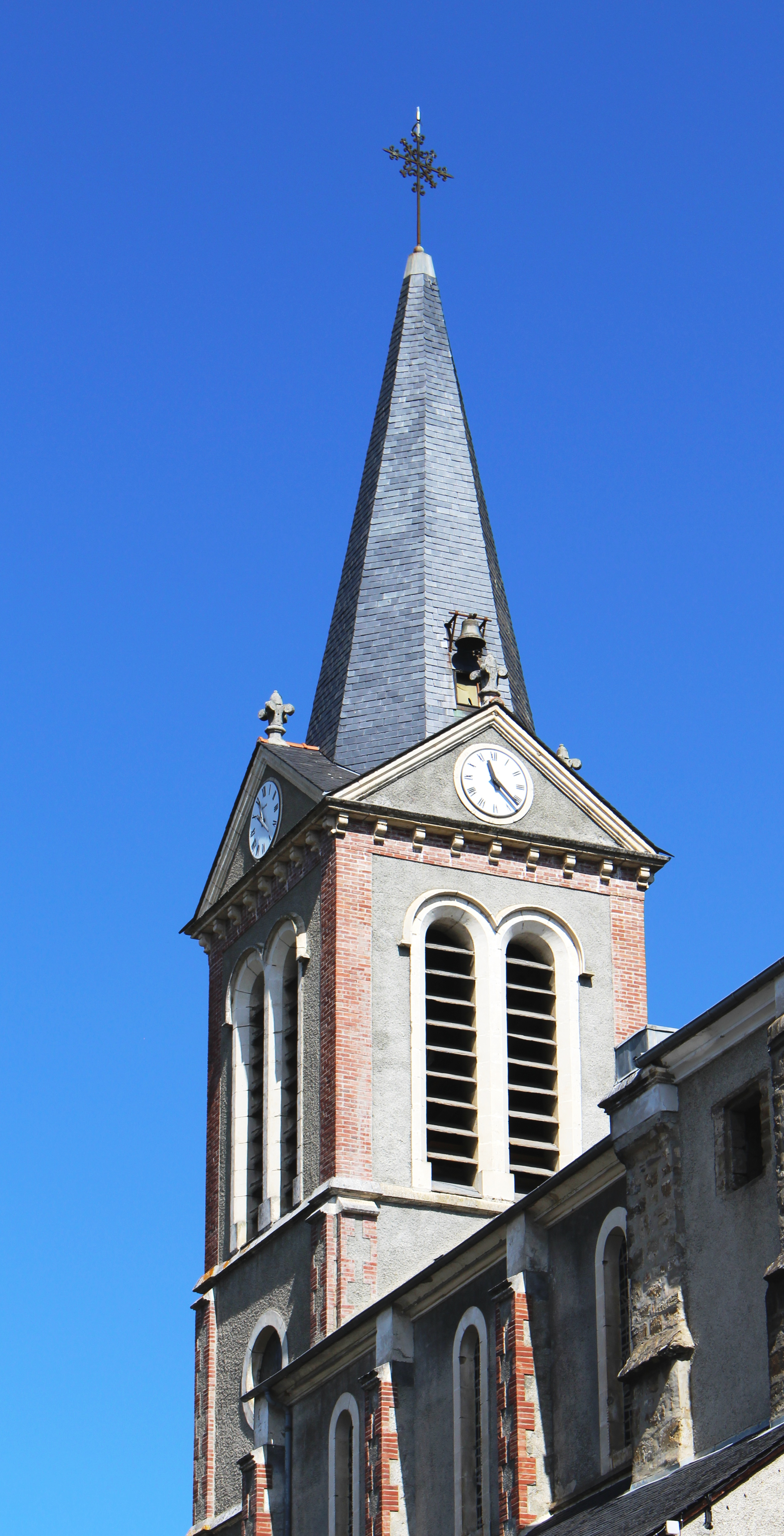
Clocher.
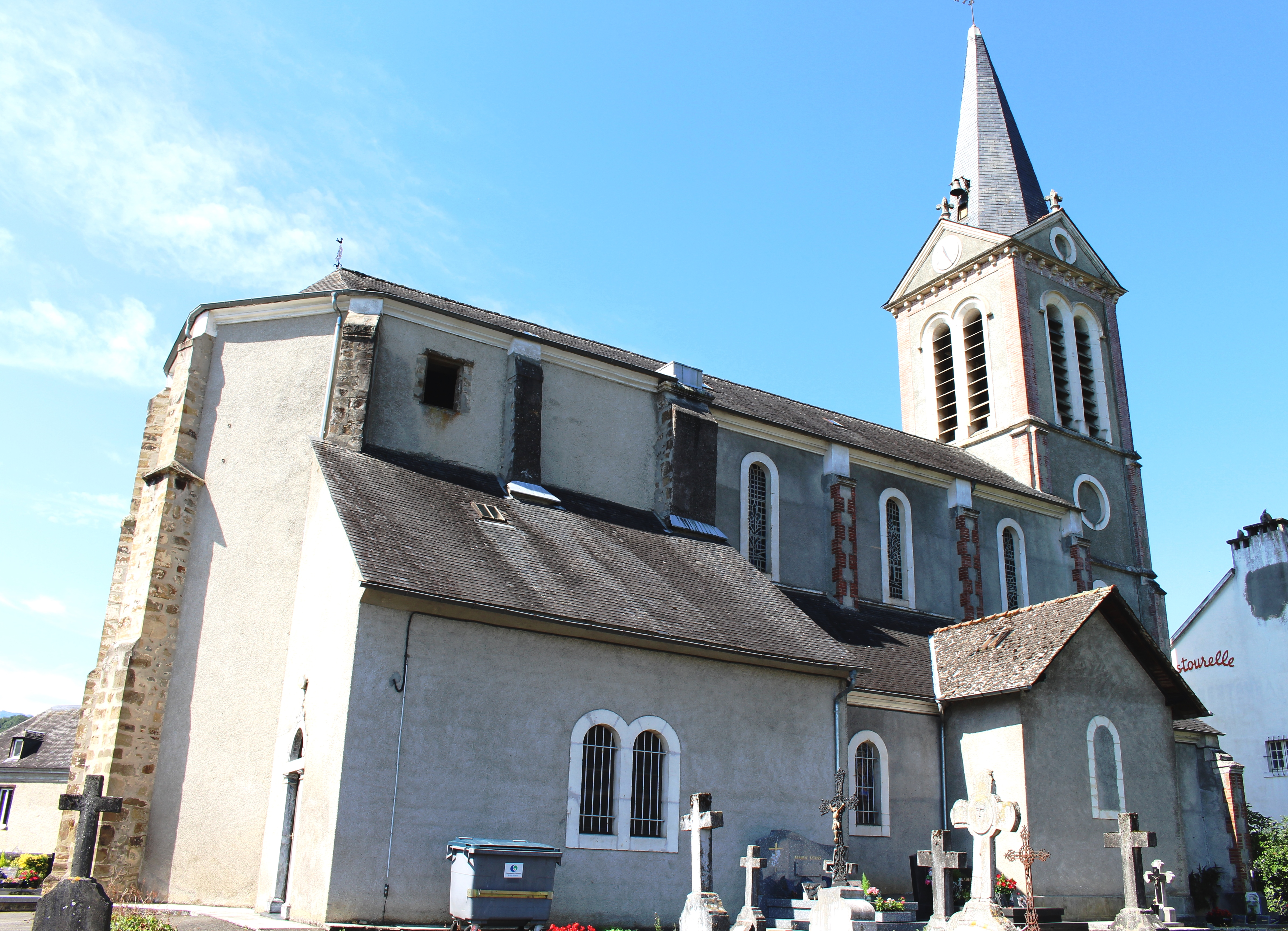